# Fidel Castro
Dr. Fidel Alejandro Castro Ruz (født 13. august 1926 i Holguín, Cuba, død 25. november 2016 i Havana, Cuba) var en cubansk kommunistisk revolutionær og Cubas premierminister fra 1959  til 1976 og præsident fra 1976 til 2008 og indtil sin død formand for Cubas Kommunistiske Parti. Han tog magten i landet den 16. februar 1959 ved afslutningen på den cubanske revolution, hvor han som leder af 26. juli-bevægelsen afsatte den USA-støttede diktator Fulgencio Batista og blev premierminister. Den 3. december 1976 blev han præsident for Republikken Cuba. I 2006 blev Castro alvorligt syg og overlod sine arbejdsopgaver til broderen Raúl Castro. Den 19. februar 2008 meddelte Fidel Castro, at han ikke ville genopstille som præsident og øverstkommanderende for Cuba ved valget den 24. februar 2008 pga. sit dårlige helbred. Raúl Castro blev valgt som præsident efter Fidel Castros afgang. Fidel Castro døde den 25. november 2016, i en alder af 90 år.

## Baggrund
Castro blev født uden for ægteskab, fordi faderen ikke kunne få skilsmisse fra sin kone, før Fidel var otte år. Af samme grund blev han døbt sent. Hans far var udvandret fra Galicien i Spanien, mens moderen var født på Cuba af en slægt fra Kanarieøerne. Faderen havde betragtelige mængder jord og var ifølge Fidel Castro selv en jordbesidder med en anselig mængde afgrøder samt skovhugst.
Fidel fik en borgerlig uddannelse på Havanas dyreste privatskole og engagerede sig senere, medens han læste jura på universitetet, politisk og militant mod Fulgencio Batistas styre; fra 1956 i åben guerillakrig mod Batista. Fidel Castro deltog i en ikke-succesfuld ekspedition ud af Cuba, hvorunder han mødte bl.a Ernesto "Che" Rafael Guevara de la Serna. 2. januar 1959 rykkede oprørere ledet af Ernesto "Che" Guevara ind i Havana, mens Fidel og broderen Raúl indtog Santiago de Cuba. Efter kort tid blev Castro Cubas enevældige magthaver.
Castro iværksatte en omfattende alfabetiseringskampagne, opbyggede et sundhedssystem og udmærkede sig ved en kulturpolitik af høj standard. Samtidig udviklede hans styre sig i totalitær retning. Det medførte fængsling og eksil for titusinder af kontrarevolutionære. USA forsøgte at isolere styret på Cuba, der sluttede sig tæt til Sovjetunionen. I 1962 kunne udviklingen have udløst en atomkrig, da Sovjetunionen var på vej til at opstille mellemdistanceraketter på Cuba (Cubakrisen). 
Castro understøttede aktivt befrielses- og oprørsbevægelser i Angola og Mozambique. I international politik markerede Castro sig i 1970'erne og 1980'erne i De alliancefrie landes bevægelse. Han arbejdede tæt sammen med Chiles præsident Salvador Allende 1970-73.
Efter alvorlige økonomiske tilbageslag som følge af Sovjetunionens sammenbrud, amerikansk handelsblokade og en aldeles fejlslagen økonomisk reformpolitik i 1990'erne er der gennem de senere år sket en vis opblødning på Cuba, der bl.a. satser på udbygning af turismen.
I november 2005 gik der rygter om, at Fidel Castro var alvorligt syg af Parkinsons sygdom. I juli-august 2006 blev præsidentposten midlertidigt overgivet til broderen Raúl i forbindelse med, at Castro blev opereret for en tarmlidelse.
Castro skulle angiveligt have overlevet 637 attentatforsøg.[kilde mangler]
Castro var bl.a. kendt for at have afholdt verdens længste tale. Den varede i over 7 timer, og Fidel selv hævdede ikke at have forberedt sig forinden. 
Castro har to gange besøgt Danmark, idet han deltog i Verdenstopmødet om social udvikling i København i marts 1995 og senere samme år opholdt sig 2 dage i København under en mellemlanding på vej til et officielt besøg i Bejing.
Han var 26 år gammel, da han d. 26. juli angreb Moncada-kasernen i Santiago de Cuba, revolutionens gennembrud: Movimiento 26 de Julio – 26. juli-bevægelsen i daglig tale M 26-7. Det var tydeligt, at tallet 26 fik stor betydning for hans liv. Fidel Castro valgte derfor d. 26, når han skulle træffe vigtige beslutninger.

## Familie
Fidel Castro var gift med Mirta Díaz-Balart fra 1949 til 1955. Med hende har Castro en søn, Fidel "Fidelito" Castro Díaz-Balart (1949-2018). Mirta Díaz-Balart blev senere gift med en anden mand og levede en kort tid i Spanien, før hun vendte tilbage til Cuba. Fidelito voksede op i Cuba og var leder af Cubas atomenergikommission, indtil hans far fik ham fyret.
Mirta Díaz-Balarts nevøer Lincoln Diaz-Balart og Mario Diaz-Balart sidder i USAs Kongres for det republikanske parti og er kritikere af Castrostyret.
Fidel har fem andre sønner med sin anden kone Dalia Soto del Valle. Det er Alexis, Alexander, Alejandro, Antonio, og Angel.
Imens Fidel var gift med Mirta, havde han en affære med Naty Revuelta, der resulterede i en datter med navnet Alina Fernández-Revuelta. Alina forlod Cuba i 1993 forklædt som spansk turist og søgte asyl i USA. Hun er kritiker af sin fars politik.
Fidels søster Juanita Castro har boet i USA siden begyndelsen af 1960'erne og medvirkede i 1965 i en dokumentarfilm af Andy Warhol.

## Formue
I 2005 skrev det amerikanske erhvervsblad, Forbes, at Fidel Castro var blandt de rigeste mennesker i verden med en anslået formue på 550 millioner US dollars. Forbes øgede senere beløbet til 900 millioner efter rygter om penge på en konto i Schweiz. Fidel Castro, der overvejede at sagsøge bladet, svarede, at anklagerne var "løgn og sladder" og at de var del af en amerikansk kampagne "Hvis de kan bevise, at jeg har en bankkonto i udlandet med 900 millioner, med 1 million, 500.000, 100-000 eller 1 US dollar på, så vil jeg træde tilbage." Erhvervsbladets påstand om Fidels formue blev aldrig bevist.

## Trivia
Fidel Castro var 1 meter og 87 centimeter høj.